# Chlorocypha helenae
Chlorocypha helenae – gatunek ważki z rodziny Chlorocyphidae. Endemit Gabonu.